# 华西委陵菜
华西委陵菜（学名：Potentilla potaninii）为蔷薇科委陵菜属的植物，为中国的特有植物。分布在中国大陆的青海、云南、四川、甘肃、西藏等地，生长于海拔1,700米至3,000米的地区，多生在山坡草地、林缘、沼地以及林下，目前尚未由人工引种栽培。

## 异名
- Potentilla potaninii T. Wolf var. compsophylla (Hand.-Mazz.) Yu et C. L. Li